# Zane Grey
Pour les articles homonymes, voir Grey et Nothomb.
Zane Grey est un écrivain américain, né le 31 janvier 1872 à Zanesville (Ohio) et mort le 23 octobre 1939 à Altadena (Californie).
Il est connu pour ses romans d'aventures et ses récits qui présentaient une image idéalisée de l'Ouest américain.
Nombre de ses œuvres ont été adaptées au cinéma, principalement dans la première partie du XXe siècle.

## Biographie

### Origines et jeunesse
Pearl Zane Gray est né le 31 janvier 1872, à Zanesville, dans l'Ohio. Son nom de naissance peut provenir de descriptions de journaux sur les vêtements de deuil de la reine Victoria comme « gris perle ». Il est le quatrième de cinq enfants nés de Alice « Allie » Joséphine Zane, un émigrante anglaise dont l'ancêtre est Robert Zane, un émigrant Quacker venu en Amérique en 1673, et son mari, M. Lewis Gray, un dentiste. Sa famille change l'orthographe de son nom pour « Grey » après sa naissance.
Il grandit à Zanesville, une ville fondée par son grand-père maternel Ebenezer Zane, un patriote révolutionnaire durant la guerre d'indépendance. Dès son jeune âge, le garçon s'intéresse à l'histoire, à la pêche, au baseball et à l'écriture. Ses trois premiers romans racontent l'héroïsme de ses ancêtres qui ont combattu dans la guerre d'indépendance des États-Unis.
Enfant, il s'engage souvent dans des bagarres violentes. Irascible et antisocial comme son père, qui le corrige en le frappant durement, il est soutenue par une mère aimante et trouve là un substitut du père.
Grey était un lecteur avide de récits d'aventures (Robinson Crusoe et Les Histoires de Bas-de-Cuir) de nouvelles (comme Buffalo Bill et Deadwood Dick). Il était fasciné par les grands illustrateurs Howard Pyle et Frederic Remington et tentait de les copier grossièrement. Il a été particulièrement impressionné par Our Western Border, une histoire de la frontière de l'Ohio qui a probablement inspiré ses premiers romans. Zane a écrit sa première histoire, Jim de la Grotte, quand il avait quinze ans. Son père l'a déchiré en lambeaux et l'a battu. Les deux fils Grey, Zane et son frère Romer, étaient des garçons athlétiques et très actifs qui étaient des pêcheurs et des joueurs de baseball enthousiastes.
En raison d'un échec financier en 1889 causé par un mauvais investissement, Lewis Grey déménage avec sa famille à Columbus. Zane travaille comme un caissier à temps partiel dans une salle de cinéma et joue au baseball d'été pour les Capitols de Columbus, avec l'espoir de devenir joueur de ligue majeure. Zane est repéré par un recruteur de baseball et reçoit des offres de nombreux collèges.
Grey choisit l'université de Pennsylvanie, car il reçoit une bourse pour jouer au baseball, où il étudie l'odontologie et est diplômé en 1896. Au baseball, Zane est un frappeur solide et un excellent lanceur qui s'est appuyé sur une balle courbe qui chute abruptement. Son frère Romer Carl, dit « Reddy », attira aussi l'attention des dépisteurs et poursuivit une carrière professionnelle de baseball en ligue mineure, il fit même une saison en 1903 avec les Pirates de Pittsburgh.

### Carrière médicale puis littéraire
Après ses études, Zane établit son cabinet dentaire à New York sous le nom de Dr Zane Grey, en 1896. Il veut être proche des maisons d'édition. Il commence à écrire le soir pour compenser l'ennui de son travail au cabinet. Il lutte financièrement et émotionnellement. Grey est un écrivain dans l'âme, mais ses premiers efforts sont laborieux et grammaticalement faibles. Chaque fois que possible, il joue au baseball avec les Orange Athletic Club dans le New Jersey, une équipe d'anciens joueurs universitaires qui était l'une des meilleures équipes amateurs du pays.

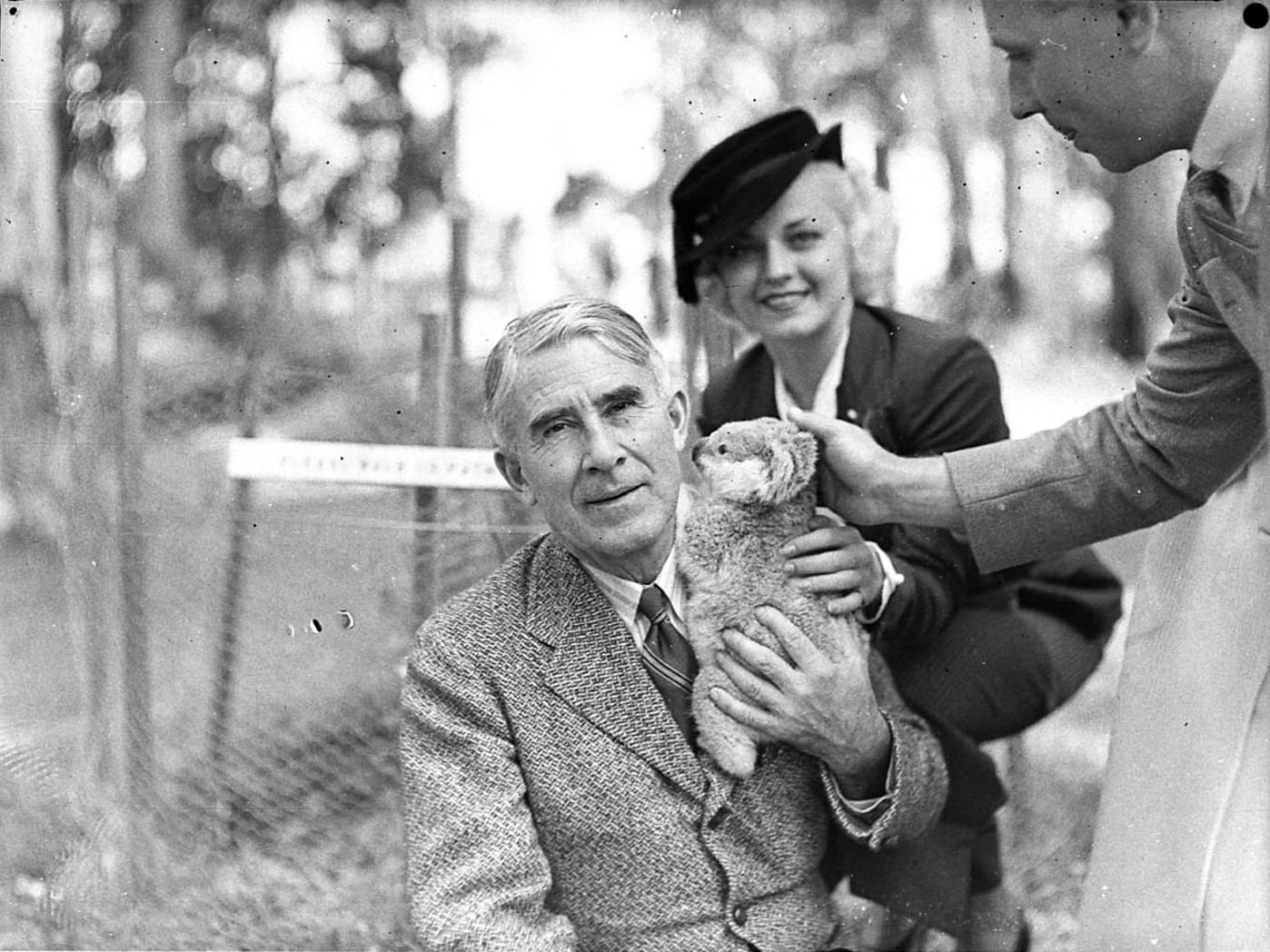
Zane Grey dans le Koala Park (près de Sydney, Australie), en décembre 1935, probablement avec son épouse Lina Roth, surnommée « Dolly ».

Zane campe souvent avec son frère Romer Carl à Lackawaxen (en), en Pennsylvanie, où ils pêchent dans la partie supérieure du fleuve Delaware. En 1900, lors d'une randonnée en canoë, Grey rencontre Lina Roth, surnommée « Dolly », une jeune fille de 17 ans. Dolly vient d'une famille de médecins et fait des études d'institutrice.
Cinq ans plus tard, Zane et Dolly se marient. Zane vit de graves épisodes de dépression, colère et sautes d'humeur, qui l'affecteront pendant une grande partie de sa vie. Comme il l'a décrit : « Une hyène en embuscade, voilà ma sombre malédiction ! J'ai conquis de haute lutte la sérénité, avant d'être sa proie une prochaine fois… J'ai erré comme une âme perdue ou un homme convaincu de sa mort imminente. »
Après leur mariage en 1905, Dolly abandonne sa carrière d'enseignante. Ils déménagent dans une ferme proche du lieu de leur première rencontre, près du Delaware et de Lackawaxen, en Pennsylvanie (cette maison, aujourd'hui conservée et devenue le musée Zane-Grey, est inscrite sur le registre national des lieux historiques). Zane cesse finalement de pratiquer dans son cabinet dentaire et se consacre à plein temps à ses activités littéraires.

### Mort
Zane Grey meurt d'un arrêt cardiaque le 23 octobre 1939, à son domicile d'Altadena, en Californie. Il est enterré au cimetière de Lackawaxen (en), en Pennsylvanie.

## Publications
| Année | Titre                                             | Genre      | Éditeur               | Notes                                             |
| ----- | ------------------------------------------------- | ---------- | --------------------- | ------------------------------------------------- |
| 1903  | Betty Zane                                        | Historical | Charles Francis Press |                                                   |
| 1906  | Spirit of the Border                              | Historical | A. L. Burt & Company  | suite de Betty Zane                               |
| 1908  | The Last of the Plainsmen                         | Western    | Outing Publishing     | inspiré par Charles « Buffalo » Jones             |
| 1909  | The Last Trail                                    | Western    | Outing Publishing     | suite de Spirit of the Border                     |
| 1909  | The ShortStop                                     | Baseball   | A. C. McClurg         |                                                   |
| 1910  | L'Héritage du désert (en)                         | Western    | Harper & Brothers     |                                                   |
| 1910  | The Young Forester                                | Western    | Harper & Brothers     |                                                   |
| 1911  | The Young Pitcher                                 | Baseball   | Harper & Brothers     |                                                   |
| 1911  | The Young Lion Hunter                             | Western    | Harper & Brothers     |                                                   |
| 1912  | Riders of the Purple Sage                         | Western    | Harper & Brothers     |                                                   |
| 1912  | Ken Ward in the Jungle                            | Western    | Harper & Brothers     |                                                   |
| 1913  | Desert Gold                                       | Western    | Harper & Brothers     |                                                   |
| 1914  | The Light of Western Stars                        | Western    | Harper & Brothers     |                                                   |
| 1915  | The Lone Star Ranger                              | Western    | Harper & Brothers     |                                                   |
| 1915  | The Rainbow Trail                                 | Western    | Harper & Brothers     | Sequel to Riders of the Purple Sage               |
| 1916  | The Border Legion                                 | Western    | Harper & Brothers     |                                                   |
| 1917  | Wildfire                                          | Western    | Harper & Brothers     |                                                   |
| 1918  | The UP Trail                                      | Western    | Harper & Brothers     |                                                   |
| 1919  | The Desert of Wheat                               | Western    | Harper & Brothers     |                                                   |
| 1919  | Tales of Fishes                                   | Fishing    | Harper & Brothers     |                                                   |
| 1920  | The Man of the Forest                             | Western    | Grosset & Dunlap      |                                                   |
| 1920  | The Redheaded Outfield and other Baseball Stories | Baseball   | Harper & Brothers     |                                                   |
| 1921  | The Mysterious Rider                              | Western    | Harper & Brothers     |                                                   |
| 1921  | To the Last Man                                   | Western    | Harper & Brothers     |                                                   |
| 1922  | The Day of the Beast                              | Fiction    | Harper & Brothers     |                                                   |
| 1922  | Tales of Lonely Trails                            | Adventure  | Harper & Brothers     |                                                   |
| 1923  | Wanderer of the Wasteland                         | Western    | Harper & Brothers     |                                                   |
| 1923  | Tappan's Burro                                    | Western    | Harper & Brothers     |                                                   |
| 1924  | Cœurs d'Amérique (en)                             | Western    | Harper & Brothers     |                                                   |
| 1924  | Roping Lions in the Grand Canyon                  | Adventure  | Harper & Brothers     |                                                   |
| 1924  | Tales of Southern Rivers                          | Fishing    | Harper & Brothers     |                                                   |
| 1925  | The Thundering Herd                               | Western    | Harper & Brothers     |                                                   |
| 1925  | The Vanishing American                            | Western    | Harper & Brothers     |                                                   |
| 1925  | Tales of Fishing Virgin Seas                      | Fishing    | Harper & Brothers     |                                                   |
| 1926  | Under the Tonto Rim                               | Western    | Harper & Brothers     |                                                   |
| 1926  | Tales of the Angler's Eldorado, New Zealand       | Fishing    | Harper & Brothers     |                                                   |
| 1927  | Forlorn River (en)                                | Western    | Harper & Brothers     |                                                   |
| 1927  | Tales of Swordfish and Tuna                       | Fishing    | Harper & Brothers     |                                                   |
| 1928  | Nevada                                            | Western    | Harper & Brothers     | suite de Forlorn River                            |
| 1928  | Wild Horse Mesa                                   | Western    | Harper & Brothers     |                                                   |
| 1928  | Don, the Story of a Lion Dog                      | Western    | Harper & Brothers     |                                                   |
| 1928  | Avalanche                                         | Western    | Harper & Brothers     |                                                   |
| 1928  | Tales of Fresh Water Fishing                      | Fishing    | Harper & Brothers     |                                                   |
| 1929  | Fighting Caravans                                 | Western    | Harper & Brothers     |                                                   |
| 1929  | Stairs of Sand                                    | Western    | Harper & Brothers     |                                                   |
| 1930  | The Wolf Tracker                                  | Western    | Harper & Brothers     |                                                   |
| 1930  | Le Berger de Guadalupe                            | Western    | Harper & Brothers     |                                                   |
| 1931  | Sunset Pass                                       | Western    | Harper & Brothers     |                                                   |
| 1931  | Tales of Tahitian Waters                          | Fishing    | Harper & Brothers     |                                                   |
| 1931  | Book of Camps and Trails                          | Adventure  | Harper & Brothers     |                                                   |
| 1932  | Arizona Ames                                      | Western    | Harper & Brothers     |                                                   |
| 1932  | Robbers' Roost                                    | Western    | Harper & Brothers     |                                                   |
| 1933  | The Drift Fence                                   | Western    | Harper & Brothers     |                                                   |
| 1933  | The Hash Knife Outfit                             | Western    | Harper & Brothers     | suite de The Drift Fence                          |
| 1934  | The Code of the West                              | Western    | Harper & Brothers     |                                                   |
| 1935  | Thunder Mountain                                  | Western    | Harper & Brothers     |                                                   |
| 1935  | The Trail Driver                                  | Western    | Whitman Publishing    |                                                   |
| 1936  | The Lost Wagon Train                              | Western    | Harper & Brothers     |                                                   |
| 1937  | West of the Pecos                                 | Western    | Whitman Publishing    |                                                   |
| 1937  | An American Angler in Australia                   | Fishing    | Whitman Publishing    |                                                   |
| 1938  | Raiders of Spanish Peaks                          | Western    | Whitman Publishing    |                                                   |
| 1939  | Western Union                                     | Western    | Harper & Brothers     |                                                   |
| 1939  | Knights of the Range                              | Western    | Harper & Brothers     |                                                   |
| 1940  | Thirty thousand on the Hoof                       | Western    | Harper & Brothers     |                                                   |
| 1940  | Twin Sombreros                                    | Western    | Harper & Brothers     | suite de Knights of the Range                     |
| 1942  | Majesty’s Rancho                                  | Western    | Harper & Brothers     | suite de Light of Western Stars                   |
| 1943  | Omnibus                                           | Western    | Harper & Brothers     |                                                   |
| 1943  | Stairs of Sand                                    | Western    | Harper & Brothers     | suite de Wanderer of the Wasteland                |
| 1944  | The Wilderness Trek                               | Western    | Harper & Brothers     |                                                   |
| 1946  | Shadow on the Trail                               | Western    | Harper & Brothers     |                                                   |
| 1947  | Valley of Wild Horses                             | Western    | Harper & Brothers     |                                                   |
| 1948  | Rogue River Feud                                  | Western    | Harper & Brothers     |                                                   |
| 1949  | The Deer Stalker                                  | Western    | Harper & Brothers     |                                                   |
| 1950  | The Maverick Queen                                | Western    | Harper & Brothers     |                                                   |
| 1951  | The Dude Ranger                                   | Western    | Harper & Brothers     |                                                   |
| 1952  | Captives of the Desert                            | Western    | Harper & Brothers     |                                                   |
| 1952  | Adventures in Fishing                             | Fishing    | Harper & Brothers     |                                                   |
| 1953  | Wyoming                                           | Western    | Harper & Brothers     |                                                   |
| 1954  | Lost Pueblo                                       | Western    | Harper & Brothers     |                                                   |
| 1955  | Black Mesa                                        | Western    | Harper & Brothers     |                                                   |
| 1956  | Stranger from the Tonto                           | Western    | Harper & Brothers     |                                                   |
| 1957  | The Fugitive Trail                                | Western    | Harper & Brothers     |                                                   |
| 1958  | Arizona Clan                                      | Western    | Harper & Brothers     |                                                   |
| 1959  | Horse Heaven Hill                                 | Western    | Harper & Brothers     |                                                   |
| 1960  | The Ranger and other Stories                      | Western    | Harper & Row          |                                                   |
| 1961  | Blue Feather and other Stories                    | Western    | Harper & Row          |                                                   |
| 1963  | Boulder Dam                                       | Historical | HarperCollins         |                                                   |
| 1974  | The Adventures of Finspot                         | Fishing    | D-J Books             |                                                   |
| 1975  | Zane Grey's Greatest Indian Stories               | Western    | Dorchester Publishing |                                                   |
| 1977  | The Reef Girl                                     | Fishing    | Harper & Row          |                                                   |
| 1978  | Tales from a Fisherman’s Log                      | Fishing    | Hodder & Stoughton    |                                                   |
| 1979  | The Camp Robber and other Stories                 | Western    | Walter J. Black       |                                                   |
| 1981  | The Lord of Lackawaxen Creek                      | Adventure  | Lime Rock Press       |                                                   |
| 1982  | Angler's Eldorado: Zane Grey in New Zealand       | Fishing    | Walter J. Black       |                                                   |
| 1994  | George Washington, Frontiersman                   | Historical | Forge Books           |                                                   |
| 1996  | Last of the Duanes                                | Western    | Gunsmoke Westerns     | Unabridged version of The Lone Star Ranger (1915) |
| 2003  | The Desert Crucible                               | Western    | Leisure Books         | Unabridged version of The Rainbow Trail (1915)    |
| 2004  | Tonto Basin                                       | Western    | Leisure Books         |                                                   |
| 2007  | Shower of Gold                                    | Western    | Leisure Books         |                                                   |
| 2008  | The Great Trek                                    | Western    | Five Star             |                                                   |
| 2009  | Tales of the Gladiator                            | Fishing    | ZG Collections        |                                                   |

## Adaptations au cinéma et à la télévision

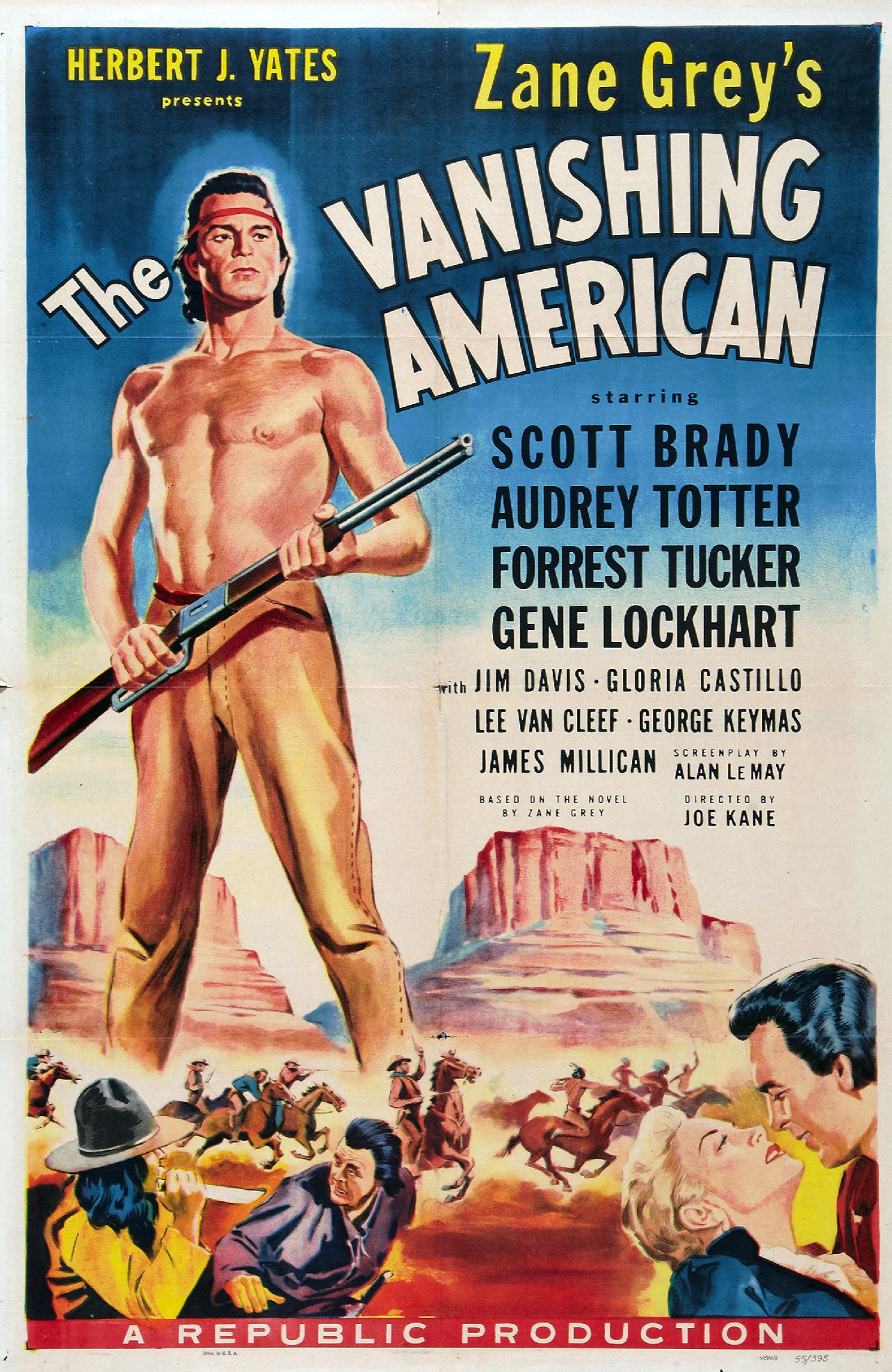
Affiche du film The Vanishing American (1925).

- 1918 : Riders of the Purple Sage, film muet américain réalisé par Frank Lloyd, avec William Farnum, Mary Mersch (en) et William Scott
- 1918 : The Light of Western Stars, film muet américain réalisé par Charles Swickard
- 1918 : The Border Legion réalisé par T. Hayes Hunter
- 1919 : The Lone Star Ranger, film muet américain réalisé par J. Gordon Edwards, avec William Farnum et Louise Lovely
- 1921 : L'Épervier noir (The Last Trail) d'Emmett J. Flynn
- 1923 : The Lone Star Ranger (en), film muet américain réalisé par Lambert Hillyer, avec Tom Mix et Billie Dove
- 1924 : Les Loups de la frontière (The Border Legion) de William K. Howard
- 1925 : Le Secret de l'abîme (The Rainbow Trail), film muet américain réalisé par Lynn Reynolds
- 1925 : Tom le vengeur (Riders of the Purple Sage), film muet américain réalisé par Lynn Reynolds, avec Tom Mix et Mabel Ballin
- 1925 : The Light of Western Stars, film muet américain, réalisé par William K. Howard
- 1925 : La Ruée sauvage (The Thundering Herd) réalisé par William K. Howard
- 1925 : The Vanishing American par George B. Seitz
- 1925 : Dans la fournaise (Code of the West) de William K. Howard
- 1926 : Desert Gold réalisé par George B. Seitz
- 1927 : Drums of the Desert, film muet américain, réalisé par John Waters
- 1930 : The Lone Star Ranger (en), film américain réalisé par A.F. Erickson, avec George O'Brien et Sue Carol
- 1930 : The Light of Western Stars, film américain réalisé par Otto Brower et Edwin H. Knopf, remake parlant du précédent
- 1931 : Riders of the Purple Sage (en), film américain réalisé par Hamilton MacFadden, avec George O'Brien et Marguerite Churchill
- 1933 : The Last Trail, film américain réalisé par James Tinling, avec George O'Brien et Claire Trevor
- 1941 : Riders of the Purple Sage, film américain réalisé par James Tinling, avec George Montgomery et Mary Howard
- 1942 : Lone Star Ranger, film américain réalisé par James Tinling, avec George Montgomery et Lynne Roberts
- 1996 : Riders of the Purple Sage (en) téléfilm américain réalisé par Charles Haid, avec Ed Harris et Amy Madigan

## Œuvres traduites en français

### Romans
- L'Alezan sauvage, Paris, Crès, coll. Aventures, 1931 ; réédition, Paris, Plon, coll. Aventures no 2, 1931 ; réédition, Paris, Tallandier, coll. Grandes Aventures no 23, 1951
- Nevada, Paris, Crès, coll. Aventures, 1931 ; réédition, Paris, Plon, coll. Aventures no 17, 1932 ; réédition, Paris, Tallandier, coll. Grandes Aventures no 10, 1950
- Cœurs d'Amérique (The Call of the Canyon), Paris, Tallandier, 1947
- King de la police montée (King of the Royal Monted), Genève, Slatkine, 1983
- Le Berger de Guadalupe, Paris, Tallandier, 1949
- L'Héritage du désert, Paris, Tallandier, coll. Aventures du Far-West no 16, 1953
- Les Cavaliers des canyons, Paris, les Éditions du Sonneur, 2018, préface de Michal Peprnik ; traduction de l'anglais (États-Unis) de Anne-Sylvie Homassel

### Recueils de nouvelles
- L'Esclave rouge (Greatest Western Stories), Paris, Librairie des Champs-Élysées, coll. Masque-Western no 213, 1979.
- La Dernière Horde (The Buffalo Hunter), Paris, Librairie des Champs-Élysées, coll. Masque-Western no 235, 1980.